# تصادف آبی
تصادف آبی (انگلیسی: Blue Crush) فیلمی در ژانر درام به کارگردانی جان استاکول است که در سال ۲۰۰۲ منتشر شد. از بازیگران آن می‌توان به کیت باسورث، میشل رودریگز، متیو دیویس، سنو لیک و میکا بورم اشاره کرد.

## خلاصه داستان
دختری که به‌طور حرفه‌ای به ورزش موج سواری می‌پردازد و طرفدار پر و پاقرص این ورزش است، با یک بازیکن فوتبال آشنا شده و طولی نمی‌کشد که عاشق او می‌شود…